# Sedum torulosum
Sedum torulosum är en fetbladsväxtart som beskrevs av Robert Theodore Clausen. Sedum torulosum ingår i Fetknoppssläktet som ingår i familjen fetbladsväxter. Inga underarter finns listade i Catalogue of Life.

## Bildgalleri

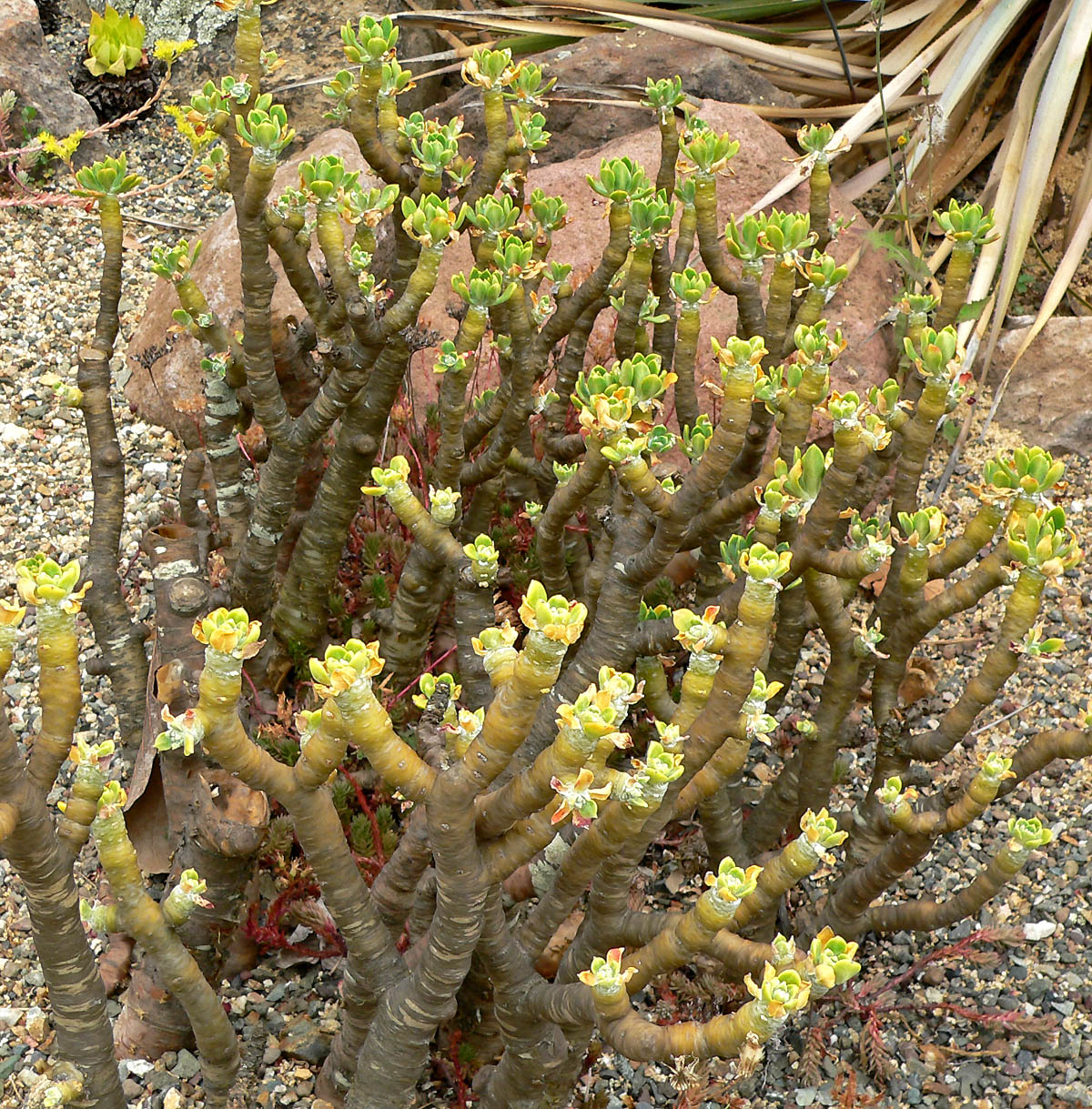
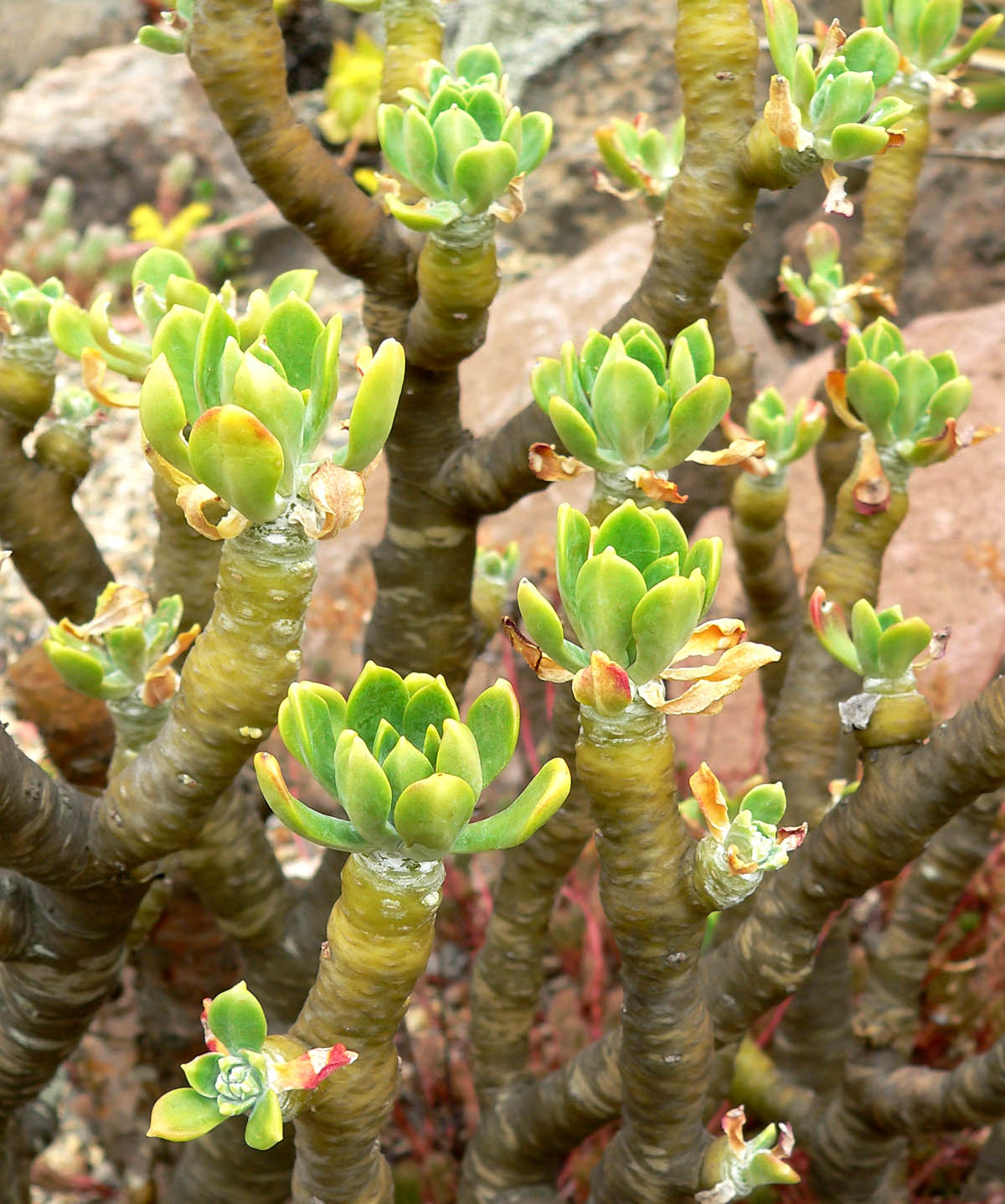
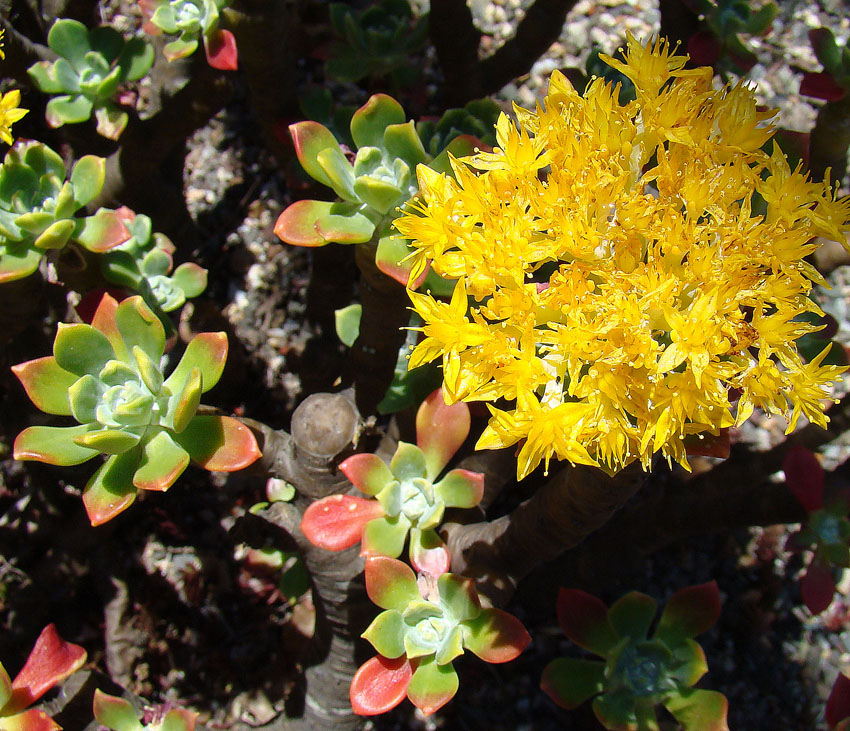